# Starrcade (1985)
Starrcade '85: The Gathering fue la tercera edición de Starrcade, un evento de pago por visión producido por la National Wrestling Alliance (NWA). El evento tuvo lugar el 28 de noviembre de 1985 desde dos estadios:
- Greensboro Coliseum en Greensboro, Carolina del Norte
- The Omni en Atlanta, Georgia

## Resultados

### Greensboro Coliseum
- Krusher Khruschev derrotó a Sam Houston ganando el NWA Mid-Atlantic Heavyweight Championship (09:30)
  - Khruschev cubrió a Houston después de un "Clothesline".
- Ron Bass derrotó a Black Bart (con James J. Dillon) en un Texas Bullrope match (08:34)
  - Bass cubrió a Bart después de golpearle con el cencerro.
- James J. Dillon (con Black Bart) derrotó a Ron Bass en un Texas Bullrope match (03:29)
  - Dillon cubrió a Bass después de un "Piledriver" de Bart.
- Buddy Landel (con James J. Dillon) derrotó a Terry Taylor ganando el Campeonato Nacional Peso Pesado de la NWA (10:30)
  - Landel cubrió a Taylor después de que este se resbalase desde la tercera cuerda.
- Magnum T.A. derrotó a Tully Blanchard (con Baby Doll) en un "I Quit" Steel Cage match ganando el Campeonato Peso Pesado de los Estados Unidos de la NWA (14:43)
  - Magnum T.A. forzó a Blanchard a rendirse.
- The Rock 'n' Roll Express (Ricky Morton y Robert Gibson) (con Don Kernodle) derrotaron a Ivan y Nikita Koloff (con Krusher Khruschev) en un Steel cage match ganando el Campeonato Mundial en Parejas de la NWA (12:22)
  - Morton cubrió a Ivan con un "Roll-up".

### The Omni
- Manny Fernandez derrotó a Abdullah the Butcher (con Paul Jones) en un Mexican Death match (09:07)
  - Fernandez ganó después de recoger el sombrero.
- Billy Graham derrotó a The Barbarian (con Paul Jones) en un Arm wrestling match
- Billy Graham derrotó a The Barbarian (con Paul Jones) por descalificación (03:02)
  - The Barbarian fue descalificado después de golpear a Graham con un bastón.
- The Minnesota Wrecking Crew (Ole y Arn Anderson) derrotaron a Wahoo McDaniel y Billy Jack Haynes reteniendo el Campeonato Nacional en Parejas de la NWA (09:00)
  - Arn Anderson cubrió a McDaniel.
- Jimmy Valiant y Miss Atlanta Lively (con Big Mama) derrotaron a The Midnight Express (Bobby Eaton y Dennis Condrey) (con Jim Cornette) en un Atlanta Street Fight (06:36)
  - Lively cubrió a Eaton después de un "European uppercut".
- Dusty Rhodes derrotó a Ric Flair ganando el Campeonato Mundial Peso Pesado de la NWA (22:08)
  - Rhodes cubrió a Flair con un "Inside cradle".